# Avid Media Composer
Avid Media Composer(アビッド メディア コンポーザー)はアビッド・テクノロジーが販売するノンリニア編集ソフトウェア。上位版のMedia Composer | Ultimateや、無料版のMedia Composer | Firstも存在する。
Media Composerは1989年にMacintoshの動画編集ソフトウェアとして発売された。1999年には、Windows版も発売された。

## 来歴
第1世代となるノンリニア編集機「Avid/1」のプロトタイプが1988年4月の 全米放送事業者協会（NAB）で発表された。Avid/1 は Macintosh IIをベースにAVID社独自のハードウェアとソフトウェアをインストールして動作するシステムだった。1989年4月の NABでは Avid/1 が正式発表され、ビデオ編集の分野においては大きな変革をもたらすノンリニア編集という新しい分野及び機種として注目される事となった。同年にはMedia Composerという名称で一般公開された。

## 特徴
- MacとWindowsに対応。ソフトウェアライセンス、ドングルライセンス、サブスクリプションライセンス、フローティングライセンスから選択できる。
- 自社コーデックとしてAvid DNxHDコーデックと解像度フリーのAvid DNxHRコーデックを所有。
- Apple ProResから、Canon XF-AVCに加えてPanasonic AVC-IやSony XAVC-I、XAVC-L まで多岐にわたるメディアのネイティブ編集に対応。
- SD、HD、2K、Ultra HD、4K、8Kプロジェクトに対応。
- ハイ・ダイナミック・レンジ (HDR) ワークフローに対応。Dolby Vision、Sony S-Log3、Hybrid Log Gamma、ACES の各プロファイルをサポート。
- Pro Tools付属のプラグインと同じAAXオーディオ・エフェクトを搭載。[1]
- 5.1/7.1サウンド・ミックス対応。
- バックグラウンドレンダリングやトランスコードに対応。
- オートトラッキングやスタビライズに対応。
- AS-02/AS-11を使った、完成シーケンスのバージョニング、転送、アーカイブに対応。

以下の機能は上位版のMedia Composer | Ultimateに含まれている。
- セカンダリーカラーコレクション (Media Composer | Symphony Option)[2]
- ニュース編集向けのENPSシステム（英語版）統合 (Media Composer | NewsCutter Option)[2]
- ダイアログ検索 (Media Composer | ScriptSync)[2]
- 音声インデックス (Media Composer | PhraseFind)[2]

以下の機能は別途用意されたソフトウェアを購入する必要がある。
- 光学メディアオーサリング (Avid DVD by Sonic)
- 2D/3Dコンポジット (Avid FX)
- Media Composer | Production Pack - プラグインパッケージ
- Media Composer | Plugin - プラグインオプション

なお、無料版であるMedia Composer | Firstは、トラック数や色空間、エフェクト、ツール、使えるプラグインなどに制限があるものの、Full HD (1080p) までの出力が可能となっている。

## 映画の採用事例
1996年、ウォルター・マーチ がAVIDシステムを使用した映画『イングリッシュ・ペイシェント』でアカデミー賞の編集部門でアカデミー科学技術賞を受賞し、これがAVIDでデジタル・ドメインでのノンリニア編集が行われた最初のオスカー受賞映画となった。
その後、近年のアカデミー賞ではアカデミー編集賞にノミネートされているすべてのエディターがMedia Composerを使用するまでに普及している。
| 作品                                         | 年   | 監督                       | 編集                                                                | アプリケーション    |
| -------------------------------------------- | ---- | -------------------------- | ------------------------------------------------------------------- | ------------------- |
| ダークナイト                                 | 2008 | クリストファー・ノーラン   | リー・スミス                                                        | Avid Media Composer |
| アイアンマン                                 | 2008 | ジョン・ファヴロー         | ダン・リーベンタール                                                | Avid Media Composer |
| トランスフォーマー/リベンジ                  | 2009 | マイケル・ベイ             | ロジャー・バートン, ポール・ルベル                                  | Avid Media Composer |
| アバター                                     | 2009 | ジェームズ・キャメロン     | ジェームズ・キャメロン, ジョン・ルフーア, スティーヴン・E・リフキン | Avid Media Composer |
| ブラック・スワン                             | 2010 | ダーレン・アロノフスキー   | アンドリュー・ワイスブラム                                          | Avid Media Composer |
| インセプション                               | 2010 | クリストファー・ノーラン   | リー・スミス                                                        | Avid Media Composer |
| ナルニア国物語/第3章: アスラン王と魔法の島   | 2010 | マイケル・アプテッド       | リック・シェイン                                                    | Avid Media Composer |
| アベンジャーズ                               | 2012 | ジョス・ウェドン           | ジェフリー・フォード, リサ・ラセック                                | Avid Media Composer |
| セッション                                   | 2014 | デイミアン・チャゼル       | トム・クロス                                                        | Avid Media Composer |
| ゼロ・グラビティ                             | 2014 | アルフォンソ・キュアロン   | アルフォンソ・キュアロン , マーク・サンガー                         | Avid Media Composer |
| エクス・マキナ                               | 2015 | アレックス・ガーランド     | マーク・デイ                                                        | Avid Media Composer |
| スター・ウォーズ/フォースの覚醒              | 2015 | J・J・エイブラムス         | メリアン・ブランドン , メアリー・ジョー・マーキー                   | Avid Media Composer |
| ミッション:インポッシブル/ローグ・ネイション | 2015 | クリストファー・マッカリー | エディ・ハミルトン                                                  | Avid Media Composer |
| マッドマックス 怒りのデス・ロード            | 2016 | ジョージ・ミラー           | マーガレット・シクセル                                              | Avid Media Composer |
| ハクソー・リッジ                             | 2016 | メル・ギブソン             | ジョン・ギルバート                                                  | Avid Media Composer |
| ラ・ラ・ランド                               | 2016 | デミアン・チャゼル         | トム・クロス                                                        | Avid Media Composer |
| ダンケルク                                   | 2017 | クリストファー・ノーラン   | リー・スミス                                                        | Avid Media Composer |
| ボヘミアン・ラプソディ                       | 2018 | ブライアン・シンガー       | ジョン・オットマン                                                  | Avid Media Composer |
| ブラック・クランズマン                       | 2018 | スパイク・リー             | バリー・アレクサンダー・ブラウン                                    | Avid Media Composer |

## 歴史
同社の創設者の1人であるEric Petersによると、 "Avid"のほとんどのプロトタイプはApolloワークステーション上に構築されていました。ある時点で、AvidはSiggraphで自社製品の1つをデモし、Peters氏は、次のように語っています。間違ったプラットフォーム！ "彼らは当時新しいMac IIのための伝道者であることが分かった。ショーの後私達が私達のオフィス（実際には改装された機械工場）に戻った時、フェデックスパッケージの山があった。Apple製で、試作品のMac IIマシンを2台搭載していたので、4台の大型マルチシンクモニタもありました。 （当時はおそらく4メガバイト）、そしてAppleソフトウェアの完全な補完物（クラリス以前）その日の午後、コンサルタントが私たちのドアをノックして言った、「こんにちは。私はここに来て、あなたのアプリケーションをApolloからMacintoshに移植するためにAppleが払っています。「彼は数週間私たちのために働き、実際にはMacのプログラミング方法を教えてくれました」当時、Macはビデオの目的には十分高速であるとは考えられていませんでした。しかし、Avidのエンジニアリングチームは、毎秒1,200キロバイトを達成することができたため、Macでオフラインビデオを制作することができました。
Avid Film Composerは、1992年8月に発表されました。Film Composerは、24fpsでネイティブにキャプチャし編集する最初のノンリニアデジタル編集システムです。 Steven Cohenは、Lost in Yonkers（1993）で、メジャーな映画にFilm Composerを使用した最初の編集者です。このシステムは、後にイングリッシュ・ペイシェント のウォルター・マーチのような他のトップ編集者によって使用されています。これは、アカデミー編集賞を受賞した最初のデジタル編集フィルムです。
1994年には、映画芸術科学アカデミーがAvid Film Composerに科学技術功績賞を授与しました。 6人がその努力で認められ、創業者のビル・ワーナー、エリック・ピーターズ、ジョー・ライス、パトリック・オコナー、トム・オハニアン、そしてマイケル・フィリップスが受賞しました。Avidは、映画編集用のAvid Film Composerシステムのコンセプト、デザイン、およびエンジニアリングに関する継続的な開発を賞して1998年の科学技術賞を受賞したオスカーを受賞しました。その後、Film Composerは無くなり、フィルム編集機能のすべてが「通常の」Media Composerに実装されました。2009年7月、American Cinema Editors（ACE）は、ACEの取締役会がAvid Media Composerソフトウェアを取締役会初のACE Technical Excellence Awardを受賞したことを発表しました。
| 発売時期             | OS（オペレーションシステム）  | バージョン     | Notes/Major Features |
| -------------------- | ----------------------------- | -------------- | --- |
| 1989                 | Macintosh                     | Avid/1         | 初期バージョン |
| 1995                 | Mac OS 7.5                    | 5.5            | 最新のバージョンのMacintosh 68Kのハードウェア上で実行する |
| 1999                 | Mac OS 7.6 to 8.6             | 7.2            | ABVBのハードウェア上で最後のバージョン. |
| 1999                 | Mac OS 8.5.1                  | 8.0            | メリディアンハードウェアをベースに最初のバージョン。非圧縮SDビデオ。 |
| 1999                 | Windows NT                    | 9.0            | Windows NT に向けての初めてリリース |
| 2000                 | WinNT/Mac OS9                 | 10.0           | SD 24pのサポート |
| 2001                 | windows 2000/Mac OS9          | 10.5           | Windows 2000をサポート |
| 2002                 | windows 2000/Mac OS9          | 11.0           | マーキー（Windowsのみ）に統合 |
| 2003年2月            | Mac OS X                      | 11.7           | Mac OS Xをサポートする最初のバージョン |
| 2003年5月            | Windows XP/Mac OS X           | 1.0            | Media Composerの最初のバージョンアドレナリン |
| 2003年11月           | windows 2000/Mac OS X         | 12.0           | メリディアンでのMedia Composerの最後のバージョンのハードウェア |
| 2004年9月            | WinXP/Mac OS X                | 1.5            | Marquee Title Tool誕生、MXFサポート、24p/25p PAL、DVCPRO 50、DV 50キャプチャー、 Avid Adrenaline環境のLTC IN/OUT |
| 2004年12月           | Windows XP                    | 2.0            | HDをサポート、10ビットのビデオ |
| 2005年3月            | Windows XP                    | 2.1            | P2 サポート, XDCAM サポート |
| 2005年12月           | Windows XP                    | 2.2            | HDV サポート |
| 2006年6月            | Windows XP/Mac OS X           | 2.5            | HD on Mac, Media Composer soft, Mojo and Mojo SDI support, XDCam HD, Tracker |
| 2006年9月            | Windows XP/Mac OS X           | 2.6            | Interplay Productionサポート、カラーセーフ、リミッタ効果 |
| 2007年5月            | Windows XP/Mac OS X           | 2.7            | DNxHD 36、Intel Mac Pro サポート、720p/50、XDCAM/P2デバイスへのエクスポート、 ScriptSync（Phoneticインデクシング） |
| 2007年12月           | Windows XP/Mac OS X           | 2.8            | VC-1/MXF（SMPTE 421M）のサポート |
| 2008年6月            | Windows XP & Vista / Mac OS X | 3.0-3.1        | エフェクトのCPU/GPUアクセラレーション、リアルタイム・タイムコードエフェクト、フレームレートの混在編集、Panasonic AVC Intra/Sony HDCAM HD 50Mbコーデックのサポート、DNAハードウェア, REDワークフローをサポート、ProTools（Windowsのみ）のVideo Satelliteオプション |
| 2009年3月            | Windows XP & Vista / Mac OS X | 3.5            | Avid Media Access (AMA)によるファイルベースメディアのネイティブ編集、XDCAM EXとXDCAM HDのEnd-to-Endの編集ワークフロー対応、カラーコレクションのキーフレーム対応、ネイティブXDCAM EXのサポート、モーションスタビライダー（FluidStabilizer）、Quicktimeファイルのタイムコードサポート、ステレオスコピック3D編集対応、ライセンスのソフトウェアアクティベーション方式対応 |
| 2009年9月            | Windows XP & Vista / Mac OS X | 4.0            | ProToolsのMac用 Video Satelliteサポート、1080p24 (not-PsF) 出力, HD アンシラリーデータ（Nitris DX）、 GFCAM 50Mb/100Mb サポート |
| 2010年7月            | Windows 7/Vista/XP Mac OS X   | 5.0 - 5.0.4    | Windows 7 OS対応、AMA Link機能拡張（RED、QuickTime <Apple ProRes422、H.264>、Canon XF、XDCAM Proxy）、インポートの機能拡張（AVCHD、AVCCAM、NEXCAM、Dolby AC3オーディオ）、タイムラインにSmart Tools機能、RTAS（リアルタイムオーディオスィート）プラグイン対応、インターフェースカスタマイズ機能、RGBプロジェクト設定対応 |
| 2011年3月            | Windows 7/Vista/XP Mac OS X   | 5.5 -5.5.5     | AMA Link機能拡張（HDCAM SR Lite 220M）、高速スクラブ、RTASプラグイン拡張、検索機能拡張、ProTools マーカー（ロケーター）互換、フェーダー/ジョグシャトル/コントローラーなどのAvid Artistシリーズ対応（Control、Mix、Transport）、AJA I/O Expressサポート、 |
| 2011年11月           | Windows 7/Vista/XP Mac OS X   | 6.0-6.0.5      | 64bitネイティブアプリケーション化、AMA Link機能拡張（AVCHD、RED Epic、アンシラリーデータ）、DNxHD 444 RGB画質サポート、Apple ProResコーデックサポート（インポート、コンソリデート、トランスコード対応）、5.1/7.1 マルチチャンネルサポート、Avid Artist Colorをサポート、Symphonyソフトウェア版リリース、3D編集対応、ビンレイアウト機能、ビン保存、3rd Party ハードウェアをサポートする Open I/Oへ移行（AJA、BlackMagic Design、Matroxなど）、Avid Marketplace機能、E-Mail通知機能                                                                                |
| 2012年9月            | Windows 7/Vista/XP Mac OS X   | 6.5-6.5.5      | Media Composer Cloud Remoteによるリモート編集機能、マーカーのインポート/エクスポート、MXF AS-02サポート、バックグラウンドプロセスの拡張（トランスコード、コンソリデート） |
| 2013年7月            | Windows 7/Vista/XP Mac OS X   | 7.0-7.0.7      | FrameFlex（ズームイン/パン）機能、コピー/コンソリデート/トランスコードなどの処理を自動実行するDMF (ダイナミック・メディア・フォルダー)機能、AS-11のエクスポート対応、色管理機能（外部LUTのインポート、カラースペースの設定）、オーディオミキサーにRTAS対応、タイムラインのオーディオキャッシング、NewBlue Titler Proバンドル |
| 2014年5月            | Windows 7/Vista/XP Mac OS X   | 8.0-8.2.12     | Avidアプリケーションマネージャーでのライセンス管理に移行、サブスクリプションライセンスを追加、永続ライセンスリリース、バックグラウンドプロセスの拡張（レンダリング）、メディアキャッシュ機能追加（サムネイル表示）、お気に入りビン機能、DMFでDPX連番サポート |
| 2014年12月-2018年1月 | Windows 7, 8.1, 10 / Mac OS X | 8.3-8.10       | 2K・4K・8Kプロジェクト対応、DNxコーデックシリーズにDNxHR（解像度フリー、12bit、HDR対応）を追加、REC.2020&DCI-P3カラースペース（色空間）対応、HDRサポート（Hybrid Log-Gamma 対応、SMPTE ST 2084 対応、Sony S-Log 3など）、ソースブラウザ（ファイルメディアインポータ）追加、Sony XAVC-Iネイティブサポート、Panasonic AVC-LongG/Sony XAVC-Long GOPフォーマットサポート、DPXエクスポート、Artist DNxIO/DNxIQ/DNxIV/DNxIP ビデオI/Oハードウェア、FrameFlexの回転プリセット、PhraseFind（音声検索）オプションとScriptSyncオプションの追加、ビデオキャッシュ機能を強化 |
| 2018年1月-2018年12月 | Windows 7, 8.1, 10 / macOS    | 2018.1-2018.12 | 16Kプロジェクト対応、ハイフレームレート対応、NewTek NDI対応、Broadcast Exchange Format (BXF) 対応、DNxコーデックシリーズにDNxUncompressedコーデックを追加 |
| 2019年6月            | Windows 7, 8.1, 10 / macOS    | 2019.6         | 改良されたUI、ACESワークフロー、OpenEXR連番インポート、Interoperable Master Format (IMF)エクスポート |

## 関連製品
- Avid Artist | DNxIQ - ビデオ・インターフェース
- Pro Tools - オーディオ（DAW）
- Avid NEXIS - ストレージ
- Interplay Production - アセット管理

## 参照
1. ↑  “オーディオ・プラグイン”. 2017年3月3日閲覧。
2. 1 2 3 4 5  Media Composer | Ultimate - Features Avid
3. ↑  Media Composer | First vs. Media Composer 機能比較 Avid
4. ↑  “第89回アカデミー賞でオスカーを取り巻く映画編集エディター”. 2017年3月3日閲覧。
5. ↑  “Avid Goes on an Epic Journey with Star Wars: The Force Awakens”. 2017年3月3日閲覧。
6. ↑  “Avid Everywhereにより『ミッション：インポッシブル/ローグ・ネイション』制作任務を遂行”. 2017年3月3日閲覧。
7. ↑  “マーガレット・シクセル氏がAvid Everywhereを使用して『マッドマックス 怒りのデス・ロード』を成功に導く”. 2017年3月3日閲覧。

## リンク
- USサイト
- 日本語サイト
- Media Composer 日本語情報サイト
- Media Composer エッセンシャルマニュアル
- Media Composer 体験版ダウンロード